# First Division (Zypern) 2009/10
Die First Division 2009/10, war die 71. Spielzeit der höchsten zyprischen Spielklasse im Männerfußball. Sie begann am 29. August 2009 und endete am 9. Mai 2010. Die Meisterschaft gewann Omonia Nikosia vor Titelverteidiger APOEL Nikosia.

## Vereine
| Verein                | Stadt     | Stadion                      | Zuschauer |
| --------------------- | --------- | ---------------------------- | --------- |
| Ethnikos Achnas       | Achna     | Dasaki-Stadion               | 04.000    |
| Ermis Aradippou       | Larnaka   | Ammochostos-Stadion          | 05.500    |
| Anorthosis Famagusta  | Larnaka   | Antonis-Papadopoulos-Stadion | 13.536    |
| Nea Salamis Famagusta | Larnaka   | Ammochostos-Stadion          | 05.500    |
| AEL Limassol          | Limassol  | Tsirio-Stadion               | 13.331    |
| APEP Pitsilia         | Limassol  | Tsirio-Stadion               | 13.331    |
| Apollon Limassol      | Limassol  | Tsirio-Stadion               | 13.331    |
| Aris Limassol         | Limassol  | Tsirio-Stadion               | 13.331    |
| APOEL Nikosia         | Nikosia   | GSP-Stadion                  | 22.859    |
| Doxa Katokopia        | Nikosia   | Peristerona-Stadion          | 04.000    |
| Omonia Nikosia        | Nikosia   | GSP-Stadion                  | 22.859    |
| AE Paphos             | Paphos    | Pafiako-Stadion              | 10.500    |
| Enosis Neon Paralimni | Paralimni | Tasos-Marcou-Stadion         | 05.800    |
| APOP Kinyras Peyias   | Peyia     | Peyia Municipal Stadion      | 03.828    |

## Erste Runde
In der ersten Saisonrunde spielten die 14 Vereine um die Platzierungen, nach denen die Mannschaften in der zweiten Saisonhälfte in drei Gruppen zu je vier Teams gegliedert werden. Die beiden letztplatzierten Vereine hingegen steigen direkt nach der ersten Runde in die Second Division ab. Die Spiele wurden zwischen dem 29. August 2009 und dem 21. März 2010 ausgetragen.
Die vier bestplatzierten Vereine erreichen die Meisterschaftsrunde, die Teams auf den Plätzen neun bis zwölf spielen gegen den Abstieg. Die mittlere Gruppe dazwischen trägt lediglich Platzierungsspiele aus. Zu bemerken ist, dass in den einzelnen Gruppen die jeweils erreichte Punktzahl aus den 26 Spielen der Vorrunde übertragen wird, sodass die jeweilige zweite Runde je nach Tabellensituation teilweise nur geringfügige Änderungen hervorrufen kann.
Bei Punktgleichstand ist im Unterschied zu den meisten Ligen für die Platzierung zunächst der direkte Vergleich ausschlaggebend, erst dann die Tordifferenz.

### Tabelle
| Pl. | Verein                    | Sp. | S  | U | N  | Tore    | Diff. | Punkte |
| --- | ------------------------- | --- | -- | - | -- | ------- | ----- | ------ |
| 1.  | Omonia Nikosia            | 26  | 19 | 5 | 2  | 052:210 | +31   | 62     |
| 2.  | Anorthosis Famagusta      | 26  | 18 | 4 | 4  | 045:200 | +25   | 58     |
| 3.  | Apollon Limassol          | 26  | 17 | 6 | 3  | 043:150 | +28   | 57     |
| 4.  | APOEL Nikosia (M)         | 26  | 16 | 7 | 3  | 046:180 | +28   | 55     |
| 5.  | AEL Limassol              | 26  | 14 | 3 | 9  | 032:220 | +10   | 45     |
| 6.  | APOP Kinyras Peyias (P)   | 26  | 10 | 4 | 12 | 040:440 | −4    | 34     |
| 7.  | Ethnikos Achnas           | 26  | 8  | 7 | 11 | 023:310 | −8    | 31     |
| 8.  | Enosis Neon Paralimni     | 26  | 7  | 8 | 11 | 029:350 | −6    | 29     |
| 9.  | Ermis Aradippou (N)       | 26  | 7  | 8 | 11 | 031:340 | −3    | 29     |
| 10. | Doxa Katokopia            | 26  | 6  | 8 | 12 | 025:370 | −12   | 26     |
| 11. | AE Paphos                 | 26  | 6  | 8 | 12 | 027:400 | −13   | 26     |
| 12. | Aris Limassol (N)         | 26  | 4  | 8 | 14 | 026:470 | −21   | 20     |
| 13. | Nea Salamis Famagusta (N) | 26  | 2  | 8 | 16 | 019:450 | −26   | 14     |
| 14. | APEP Pitsilia 1           | 26  | 4  | 4 | 18 | 025:540 | −29   | 10     |

| (M) | amtierender zyprischer Meister     |
| (P) | amtierender zyprischer Pokalsieger |
| (N) | Neuaufsteiger der letzten Saison   |

### Kreuztabelle
Die Kreuztabelle stellt die Ergebnisse aller Spiele der Vorrunde dar. Die Heimmannschaft ist in der mittleren Spalte, die Gastmannschaft in der oberen Zeile aufgelistet.
| 2009/10               | AEL Limassol | PAP |     | PIT | APOEL Nikosia | Apollon Limassol | APOP Kinyras Peyias | Aris Limassol | Doxa Katokopia | Ethnikos Achnas | PIT | Ermis Aradippou | Datei:Nea Salamis Famagusta | Omonia Nikosia |
| --------------------- | ------------ | --- | --- | --- | ------------- | ---------------- | ------------------- | ------------- | -------------- | --------------- | --- | --------------- | --------------------------- | -------------- |
| AEL Limassol          |              | 3:1 | 0:1 | 2:0 | 1:2           | 0:0              | 2:0                 | 1:0           | 1:0            | 2:2             | 2:1 | 2:1             | 3:1                         | 1:0            |
| AE Paphos             | 1:0          |     | 0:2 | 2:1 | 0:1           | 1:2              | 3:2                 | 1:3           | 1:2            | 0:0             | 2:0 | 3:1             | 0:1                         | 1:3            |
| Anorthosis Famagusta  | 1:0          | 3:0 |     | 3:0 | 0:0           | 1:1              | 2:1                 | 3:1           | 3:0            | 2:1             | 2:0 | 1:0             | 4:1                         | 1:3            |
| APEP Pitsilia         | 1:2          | 3:0 | 2:3 |     | 2:3           | 2:1              | 2:3                 | 0:0           | 1:1            | 0:3 1           | 0:1 | 2:2             | 0:0                         | 0:4            |
| APOEL Nikosia         | 1:0          | 0:0 | 2:0 | 3:1 |               | 1:1              | 3:1                 | 5:0           | 3:0            | 2:0             | 3:1 | 1:0             | 0:0                         | 1:2            |
| Apollon Limassol      | 0:2          | 0:0 | 2:0 | 2:0 | 2:0           |                  | 1:0                 | 3:0           | 2:0            | 3:1             | 1:1 | 2:1             | 4:1                         | 0:1            |
| APOP Kinyras Peyias   | 1:0          | 0:0 | 2:0 | 1:2 | 4:3           | 1:3              |                     | 1:1           | 2:2            | 3:0             | 1:2 | 1:1             | 2:1                         | 1:3            |
| Aris Limassol         | 0:0          | 2:1 | 0:3 | 2:0 | 0:2           | 1:1              | 2:4                 |               | 1:4            | 0:0             | 1:1 | 2:2             | 3:1                         | 0:1            |
| Doxa Katokopia        | 1:0          | 2:2 | 2:3 | 1:0 | 1:2           | 0:1              | 1:2                 | 0:0           |                | 1:0             | 2:2 | 1:1             | 0:0                         | 2:4            |
| Ethnikos Achnas       | 1:4          | 1:2 | 1:3 | 1:0 | 0:0           | 0:1              | 3:1                 | 0:0           | 1:0            |                 | 1:0 | 0:0             | 2:1                         | 2:1            |
| Enosis Neon Paralimni | 1:2          | 5:1 | 1:2 | 2:0 | 1:1           | 0:3              | 3:1                 | 1:0           | 1:1            | 1:2             |     | 2:0             | 1:1                         | 0:4            |
| Ermis Aradippou       | 1:0          | 0:0 | 0:0 | 2:1 | 1:2           | 1:2              | 2:3                 | 5:3           | 2:1            | 1:0             | 1:0 |                 | 1:1                         | 1:2            |
| Nea Salamis Famagusta | 1:3          | 0:0 | 1:2 | 1:2 | 0:3 2         | 0:1              | 1:2                 | 3:2           | 0:1            | 1:1             | 0:0 | 0:3             |                             | 0:2            |
| Omonia Nikosia        | 4:0          | 3:2 | 1:1 | 4:3 | 1:1           | 2:1              | 1:0                 | 2:1           | 3:0            | 2:0             | 0:0 | 1:0             | 1:1                         |                |

## Zweite Runde

### Meisterschaftsrunde
Die vier bestplatzierten Vereine der ersten Runde erreichen die Meisterschaftsrunde, in der die Teilnehmer der Champions League und der Europa League ausgespielt werden.

#### Abschlusstabelle
| Pl. | Verein               | Sp. | S  | U | N | Tore    | Diff. | Punkte |
| --- | -------------------- | --- | -- | - | - | ------- | ----- | ------ |
| 1.  | Omonia Nikosia       | 32  | 22 | 8 | 2 | 060:250 | +35   | 74     |
| 2.  | APOEL Nikosia (M)    | 32  | 19 | 8 | 5 | 053:240 | +29   | 65     |
| 3.  | Anorthosis Famagusta | 32  | 19 | 7 | 6 | 051:270 | +24   | 64     |
| 4.  | Apollon Limassol 1   | 32  | 17 | 9 | 6 | 047:230 | +24   | 60     |

| (M) | amtierender zyprischer Meister |

#### Kreuztabelle
| 2009/10              |     | APOEL Nikosia | Apollon Limassol | Omonia Nikosia |
| -------------------- | --- | ------------- | ---------------- | -------------- |
| Anorthosis Famagusta |     | 1:1           | 2:0              | 2:4            |
| APOEL Nikosia        | 1:0 |               | 3:2              | 0:1            |
| Apollon Limassol     | 0:0 | 1:2           |                  | 0:0            |
| Omonia Nikosia       | 1:1 | 1:0           | 1:1              |                |

### Platzierungsrunde
Die Vereine, welche die erste Runde auf den Plätzen fünf bis acht beendeten, trugen in der zweiten Runde noch Spiele aus, um die endgültige Platzierung zu ermitteln. Jedoch war sowohl die Qualifikation für einen internationalen Wettbewerb, als auch der Abstieg in die Second Division nicht mehr möglich.

#### Abschlusstabelle
| Pl. | Verein                  | Sp. | S  | U  | N  | Tore    | Diff. | Punkte |
| --- | ----------------------- | --- | -- | -- | -- | ------- | ----- | ------ |
| 5.  | AEL Limassol            | 32  | 18 | 4  | 10 | 050:330 | +17   | 58     |
| 6.  | Enosis Neon Paralimni   | 32  | 10 | 10 | 12 | 040:420 | −2    | 40     |
| 7.  | Ethnikos Achnas         | 32  | 10 | 8  | 14 | 034:420 | −8    | 38     |
| 8.  | APOP Kinyras Peyias (P) | 32  | 11 | 4  | 17 | 050:650 | −15   | 37     |

| (P) | amtierender zyprischer Pokalsieger |

#### Kreuztabelle
| 2009/10               | AEL Limassol | APOP Kinyras Peyias | Ethnikos Achnas | ENP |
| --------------------- | ------------ | ------------------- | --------------- | --- |
| AEL Limassol          |              | 4:2                 | 1:0             | 2:2 |
| APOP Kinyras Peyias   | 2:5          |                     | 3:2             | 1:2 |
| Ethnikos Achnas       | 4:3          | 4:2                 |                 | 0:1 |
| Enosis Neon Paralimni | 1:3          | 4:0                 | 1:1             |     |

### Abstiegsrunde
In der Abstiegsrunde wurde der dritte Absteiger zwischen den Mannschaften auf Platz 9 bis 12 der ersten Runde ausgespielt.

#### Abschlusstabelle
| Pl. | Verein              | Sp. | S  | U | N  | Tore    | Diff. | Punkte |
| --- | ------------------- | --- | -- | - | -- | ------- | ----- | ------ |
| 9.  | Ermis Aradippou (N) | 32  | 12 | 8 | 12 | 043:380 | +5    | 44     |
| 10. | AE Paphos           | 32  | 9  | 9 | 14 | 039:500 | −11   | 36     |
| 11. | Doxa Katokopia      | 32  | 9  | 8 | 15 | 036:460 | −10   | 35     |
| 12. | Aris Limassol (N)   | 32  | 4  | 9 | 19 | 030:630 | −33   | 21     |

| (N) | Neuaufsteiger der letzten Saison |

#### Kreuztabelle
| 2009/10         | PAP | Aris Limassol | Doxa Katokopia | Ermis Aradippou |
| --------------- | --- | ------------- | -------------- | --------------- |
| AE Paphos       |     | 3:2           | 4:1            | 3:0             |
| Aris Limassol   | 2:2 |               | 0:2            | 0:2             |
| Doxa Katokopia  | 4:0 | 3:0           |                | 1:4             |
| Ermis Aradippou | 1:0 | 4:0           | 1:0            |                 |

## Torschützenliste
| Pl. | Name                  | Team                  | Tore |
| --- | --------------------- | --------------------- | ---- |
| 1.  | Joeano                | Ermis Aradippou       | 22   |
| 1.  | José Semedo           | APOP Kinyras Peyias   | 22   |
| 3.  | Gastón Sangoy         | Apollon Limassol      | 13   |
| 4.  | Efstathios Aloneftis  | Omonia Nikosia        | 11   |
| 4.  | Michalis Konstantinou | Omonia Nikosia        | 11   |
| 4.  | Nenad Mirosavljević   | APOEL Nikosia         | 11   |
| 4.  | Dieter van Tornhout   | Enosis Neon Paralimni | 11   |